# آبشار الگین
آبشار الگین (به انگلیسی: Elgin Falls) آبشاری است که در سری‌لانکا واقع شده و ارتفاع کلی ریزشگاه آن ۲۵ متر است.